# Atrachea argillacea
Atrachea argillacea är en fjärilsart som beskrevs av Max Wilhelm Karl Draudt 1950. Atrachea argillacea ingår i släktet Atrachea och familjen nattflyn. Inga underarter finns listade i Catalogue of Life.